# اس‌اس ساگما
اس‌اس ساگما (به انگلیسی: SS Sagamo) یک کشتی بود که طول آن ۱۵۲ فوت (۴۶ متر) بود. این کشتی در سال ۱۹۰۶ ساخته شد.